# Uma Rapariga no Verão
Uma Rapariga no Verão és una pel·lícula portuguesa del 1986, dirigida per Vítor Gonçalves. Considerada pel Harvard Film Archive com una de les "grans pel·lícules portugueses dels anys 80"

## Sinopsi[calcitació]
Isabel és una adolescent portuguesa que viu a la seva manera, es deixa arrossegar pels somnis, i poc abans d'arribar a l'edat adulta, cerca la independència familiar i professional, alhora que vol ser feliç i experimentar amb l'amor.

## Repartiment
- Isabel Galhardo - Isabel
- Diogo Dória - Diogo, el nuvi d'Isabel
- José Manuel Mendes - José Manuel, pare d'Isabel
- Joaquim Leitão - Quim
- John Perry - Caçador al bar
- Alexandra Guimarães - Joana, germana d'Isabel
- Jorge Silva Melo - producte de ràdio
- Virgílio Castelo - João
- Madalena Pinto Leite - Inês
- Antonio Manuel Guimaraes
- Rui Reininho - Un dels nois que balla a la discoteca
- Isabel Winter
- Louis May
- João Freitas Branco - home que llegeix el diari al bar

## Estrena i recepció[calcitació]
Uma Rapariga no Verão es va estrenar internacionalment al 36è Festival Internacional de Cinema de Berlín l'any 1986. També va formar part de la selecció oficial del Festival Internacional de Cinema de Rotterdam.
El 2012, la pel·lícula forma part del programa School of Reis a l'Harvard Film Archive, la primera retrospectiva completa fora de Portugal de l'obra d'António Reis i Margarida Cordeiro, que incloïa, a més de les pel·lícules de la parella, també les pel·lícules que heretaven la seva estètica. És en aquest context que el Harvard Film Archive la considera una de les "grans pel·lícules portugueses dels anys 80"i es mostra a Nova York a l'Anthology. Film Archives.